# TV Seen
Der TV Seen ist ein Turnverein aus Winterthur-Seen.

## Geschichte
Die Gründung des Turnvereins Seen wurde am 27. Mai 1883 im Grütli von jungen Männern initiiert, die auf den 3. Juni 1883 im gleichen Lokal zu einer Gründungsversammlung einluden, an dem 26 Gründungsmitglieder den Verein aus der Taufe hoben. Am 11. Dezember desselben Jahres wurde das erste Vereinsbanner eingeweiht. Die Aktivitäten des Turnvereins glichen anderen jener Zeit, der Verein betätigte sich im Kunstturnen, Nationalturnen und Schwingen, ging auf Turnfahrten, nahm an Schauturnen teil und kehrte von manchen Wettkämpfen mit Kränzen als Auszeichnung zurück. Ausserdem führte er regelmässig Abendunterhaltungen durch; auch am Eidgenösischen Schützenfest 1895 in Winterthur war er für einen Teil des Abendprogramms verantwortlich. Zum 25-Jahr-Jubiläum 1908 zählte der Verein 133 Mitglieder.
Kurz nach dem Jubiläum wurden 1909 eine Alters- und eine Jugendriege ins Leben gerufen, ein wenig später folgte 1914 die Damenriege. Ebenfalls unmittelbar nach dem Jubiläum wechselte der Verein vom Tanzsaal des Restaurants «Sonne», der bisher als Turnhalle gebraucht worden war, in den damals noch leeren Maschinenraum des Elektrizitätswerks Seen an der Kanzleistrasse 37. Mit der Fertigstellung des Schulhauses Büelwiesen 1916 durfte man die dortige Einrichtung mitbenutzen, wobei die Bedürfnisse des Turnvereins bei der Beschaffung der Turngeräte berücksichtigt wurde. 1925 wurde der Maschinenraum des Elektrizitätswerks in die erste Turnhalle Seens umgebaut (heute ist das rote Ziegelsteingebäude Teil der Freizeitanlage Kanzleistrasse).
In den 1920er-Jahren war Vereinsmitglied Fritz Hagmann international erfolgreich. An den Olympischen Sommerspielen 1924 in Paris wurde er Olympiasieger im Freistilringen im Mittelgewicht und gewann 1927 den Kilchberger Schwinget. 1930 wurde eine Skiriege gegründet. 1933, 50 Jahre nach der Gründung, verzeichnete der Verein 296 Mitglieder.
1935 kam es zur Gründung einer Frauenriege. Spätestens ab 1953 wurde im TV Seen auch Handball gespielt. 1957 wurde das bestehende Schulhaus Büelwiesen erweitert, und damit verbesserten sich auch die Turneinrichtungen, die vom Verein mitbenutzt wurden. 1964 nahm Walter Müller, der spätere Gründer des Tenniscenters Grüze, an den Olympischen Spielen 1964 in Tokio teil und platzierte sich auf dem 64. Platz im Einzelmehrkampf. Zehn Jahre später wurde 1974 der Verein Schweizer Meister im Pferdpauschen an der Schweizer Meisterschaft Sektionsturnen. An internationalen Wettkämpfen nahm Peter Schmid teil, so war er Teil der Schweizer Delegation an den Turn-Europameisterschaften 1977 in Vilnius, wo er 22. im Mehrkampf wurde, und an den Turn-Weltmeisterschaften 1978 in Strassburg, wo er den 30. Platz einnahm. Beim Eidgenössischen Turnfest 1978 in Genf wurde er Turnfestsieger im Einzelmehrkampf.
2007 verliess die bisherige Handballabteilung den Verein, um mit den Letten Tigers zu den Seen Tigers zu fusionieren. Zuletzt wurde 2022 mangels Mitgliederinteresse und coronabedingter Schieflage die Auflösung der Skiriege beschlossen.